# ジョン・モウブレー (第4代ノーフォーク公)
第4代ノーフォーク公ジョン・モウブレー（John Mowbray, 4th Duke of Norfolk, 1444年10月18日 - 1476年1月14日）は、イングランドの貴族である。

## 生涯
第3代ノーフォーク公ジョン・モウブレーとエレノア・バウチャー（ウー伯ウィリアム・バウチャーとアン・オブ・グロスターの娘）の一人息子として生まれた。
1451年に再創設されたサリー伯に叙爵、1461年に死んだ父の後を継いでノーフォーク公となり所領を継いだ。薔薇戦争ではヨーク朝のイングランド王エドワード4世に従いランカスター朝の掃討に務め、1462年はスコットランドから南下したマーガレット・オブ・アンジューらランカスター派をノーサンバーランドで迎え撃ちアニック城などを奪った。しかしエドワード4世に所領を狙われ、1465年に祖母キャサリンが王妃エリザベス・ウッドヴィルの弟ジョンと政略結婚させられている。それでもエドワード4世に従い続け、彼が弟のクラレンス公ジョージ・プランタジネットとウォリック伯リチャード・ネヴィルと対立した時はエドワード4世に味方したためウォリック伯に捕らえられたが、エドワード4世がウォリック伯を討ち取り権力を取り戻すと解放された。
一方、ノーフォークではジョン・ファストルフの遺産を巡り相続人達がいがみ合い、ノーフォーク公は片方のグループの誘いに乗り、もう一方のパストン家に圧力をかけた。1469年8月にカイスター城を攻撃し始め、オックスフォード伯爵ジョン・ド・ヴィアーとクラレンス公の仲介も無視して9月にカイスター城を奪い取った。翌1470年にウィンチェスター司教ウィリアム・ウェインフリートの仲介でカイスター城をパストン家へ返したが、1471年6月に再奪取、パストン家に同情した妻やエドワード4世の仲介にも耳を貸さず、死ぬまで城を手放さなかった。
しかし、エリザベス・タルボット（初代シュルーズベリー伯ジョン・タルボットとマーガレット・ビーチャムの娘）と結婚したが、1476年にノーフォーク公が死んだ時、夫妻の間に息子がいなかったために公爵位は消滅し、広大な所領と財産は3歳の一人娘アン・モウブレーが相続、1478年にアンはエドワード4世の次男リチャードと結婚した。カイスター城も王家の承認の下パストン家に返還された。